# Jure Šinkovec
Jure Šinkovec (né le 3 juillet 1985 à Ljubljana) est un sauteur à ski slovène actif depuis 2004.

## Carrière
Il fait ses débuts en Coupe du monde en 2005.
En 2012 à Oberstdorf, il a remporté avec Jurij Tepeš, Peter Prevc et Robert Kranjec une épreuve par équipe en Coupe du monde et est médaillé de bronze par équipes aux Championnats du monde de vol à ski.

## Palmarès

### Championnats du monde de vol à ski
| Épreuve / Édition | Vikersund 2012 |
| Individuel        | 26e            |
| Par équipes       | Bronze         |

### Coupe du monde
- Meilleur classement général : 28e en 2012.
- Meilleur résultat : 11e.
- 2 podiums par équipes dont 1 victoire.